# Heman Marion Sweatt
Heman Marion Sweatt (Houston, 11 de dezembro de 1912 – Atlanta, 3 de outubro de 1982) foi um ativista afro-americano dos direitos civis que enfrentou as leis Jim Crow. É mais conhecido pelo processo Sweatt v. Painter, que desafiou a doutrina “separados, mas iguais” e foi um dos primeiros eventos que levaram à dessegregação do ensino superior estadunidense.

## Biografia
Heman Marion Sweatt (apelidado de “Bill”) nasceu em 11 de dezembro de 1912, em Houston, na Texas, o quarto de seis filhos de James Leonard Sweatt e Ella Rose Perry. Seu pai, James Sweatt, frequentou a Universidade Prairie View A&M [en] e tornou-se professor e diretor de escola em Beaumont, antes de mudar-se para Houston, em busca de melhores oportunidades econômicas.
Heman cresceu em uma área relativamente com pouca segregação de Houston, o terceiro distrito da Chenevert Street. Embora estivesse relativamente integrado junto a sociedade, vivenciou o racismo e as leis Jim Crow em sua totalidade. Em outubro de 1920, a Ku Klux Klan, abriu uma sede em Houston.
Seu pai passou a importância pela educação para Heman e seus irmãos. “Em casa, nosso pai sempre enfatizou o valor da educação e nos incutiu a ideia de integração desde cedo”, recordou um dos filhos de James Sweatt.  Todos os filhos frequentaram a universidade. De todos os irmãos, Heman foi o único que estudou no estado do Texas.
Como seu pai, antes dele, a primeira interação de Heman com o direito foi devido à sua preocupação com as práticas do sindicato dos trabalhadores dos correios. De acordo com a Associação Histórica do estado do Texas, "preocupado com a discriminação contra os negros nos correios, onde um funcionário tinha que ser escriturário antes de ser promovido a um cargo de supervisão e onde os negros eram sistematicamente excluídos de tais cargos, Sweatt desafiou essas práticas em sua capacidade como secretário local da aliança nacional de funcionários postais e federais [en]".
No início da década de 1940, participou de campanhas de registro de eleitores e levantou fundos para ações judiciais contra as primárias brancas. Sweatt teve a oportunidade de escrever várias colunas para o jornal Houston Informer, graças ao amigo do pai de Sweatt, o editor Carter W. Wesley, de Dallas. Os correios pararam de promover negros a cargos de supervisão, excluindo-os sistematicamente de cargos de escriturário que os tornariam elegíveis para serem promovidos. Como secretário local da aliança nacional de funcionários postais e federais, Sweatt preocupava-se com a discriminação e desafiava essas práticas. Enquanto preparava a documentação para esse caso com um advogado, ele se interessou mais pelo direito. 
Alguns anos depois, na metade da década de 1940, Sweatt decidiu cursar a faculdade de direito e pediu ao advogado e ativista William J. Durham que o ajudasse. Como Durham sabia que o Texas não tinha faculdades de direito para negros, aconselhou Sweatt a se inscrever na Faculdade de Direito da Universidade do Texas. Sweatt não apenas buscou a admissão, mas, em resposta a um apelo que Lulu White [en] fez a um grupo de negros de Houston para que um voluntário entrasse com uma ação judicial, também concordou em atuar como autor da ação da Associação Nacional para o Progresso de Pessoas de Cor  (NAACP) caso fosse rejeitado com base na etnia.
Ingressou no Wiley College em Marshall, no Texas, em 1930, e se formou em 1934 com o título de Bacharel em Artes. Era considerado um dos alunos mais brilhantes da universidade. No ano de 1936, tornou-se professor e diretor substituto em Cleburne, também no Texas. Em 1937, frequentou a Universidade de Michigan para tornar-se médico. Após a universidade, matriculou-se em vários cursos de pós-graduação, incluindo bacteriologia, imunologia e medicina preventiva; ao final de seu primeiro ano acadêmico, ele havia completado doze horas semestrais com uma média B+. Em 1938, Heman tornou-se carteiro e optou por não retornar à Universidade de Michigan, devido aos invernos rigorosos, permanecendo no Texas em sua nova função.

## Sweatt v. Painter
Heman Marion Sweatt inscreveu-se formalmente na Faculdade de Direito da Universidade do Texas. O reitor, Theophilus Painter [en], reteve a inscrição enquanto esperava uma resposta do procurador-geral sobre as leis de segregação. Enquanto isso, Sweatt se reuniu com o reitor, que o informou que, embora suas credenciais fossem suficientemente adequadas, não poderia permitir que ele entrasse na Universidade do Texas. Painter continuou dizendo a Sweatt que “não há nada disponível para você, exceto bolsas de estudo fora do estado”. O Tribunal de Apelações Civis escreveria mais tarde que “ele possuía todas as qualificações essenciais para a admissão, exceto a raça, que foi o único motivo pelo qual sua solicitação foi negada”.
O procurador-geral decidiu manter as leis de segregação e negou a Sweatt a entrada na universidade; Sweatt respondeu entrando com uma ação contra Painter em 16 de maio de 1946. O caso foi levado para o tribunal e a decisão do juiz foi que o Texas tinha que construir uma faculdade de direito igualitária em um prazo de seis meses. Passados os seis meses, o juiz rejeitou o caso porque a Universidade A&M do Texas havia planejado uma resolução para oferecer educação jurídica para negros. Sweatt e a NAACP decidiram entrar com um recurso contra a decisão original. Em 26 de maio de 1947, o recurso foi levado a um tribunal inferior que concordou com a decisão anterior da resolução planejada da Texas A&M.
Posteriormente, em junho de 1950, a Suprema Corte decidiu que os estudantes não recebiam educação jurídica de qualidade igual no estado do Texas e, como resultado, a Universidade do Texas teria que admitir candidatos negros qualificados. Em 19 de setembro de 1950, Sweatt inscreveu-se para as aulas na faculdade de direito da Universidade do Texas. No entanto, como resultado da enorme quantidade de stress e trauma emocional dos longos processos judiciais, a saúde física e mental de Sweatt piorou.
Em 1952, decidiu desistir da faculdade de direito devido a vários problemas de saúde e notas baixas. Mais tarde, recebeu uma bolsa de estudos para a Universidade de Atlanta para estudar Serviço Social. No ano de 1954, ele formou-se com um mestrado em Organizações Comunitárias.
Mudou-se para Cleveland e trabalhou para a NAACP e a Liga Urbana Nacional [en] durante oito anos. Posteriormente, retornou a Atlanta para continuar trabalhando para a Liga Urbana Nacional por vinte e três anos. Trabalhou no Escritório Regional Sul da Liga Urbana ao lado de Clarence D. Coleman, J. Harvey Kerns, KBM Crooks e Felton Alexander, participando de uma ampla gama de projetos, que incluíam desde o registro de eleitores até a criação de programas para apoiar os negros do sul dos Estados Unidos que migravam para a região norte. No ano de 1977, aposentou-se da Liga Urbana Nacional.

## Vida pessoal
Em abril de 1940, casou-se com sua namorada do ensino médio, Constantine Mitchell, e comprou uma casa. Foi membro da comunidade bahá'í de Houston.
Como a saúde de Sweatt piorou ainda mais, fazendo-o faltar às aulas, ele obteve notas baixas e foi reprovado. Essas mesmas tensões criaram um distanciamento entre ele e sua esposa, que mais tarde divorciou-se dele. No ano de 1963, Sweatt casou-se com Katherine Gaffney, com quem teve uma filha; mais tarde, adotaram outra.

### Morte
Heman Marion Sweatt morreu em 3 de outubro de 1982, em sua residência em Atlanta. Seu corpo foi enterrado no Cemitério Paradise North.

## Legado
O Tribunal do Condado de Travis, onde ocorreu seu processo judicial, foi renomeado como “Tribunal do Condado de Travis Heman Marion Sweatt [en]” em 21 de outubro de 2005, e uma bolsa de estudos universitária no valor de 10.000 mil dólares foi criada em seu nome. A Universidade do Texas, também criou uma bolsa de estudos em sua memória.